# Heinrich Otte (Pfarrer)

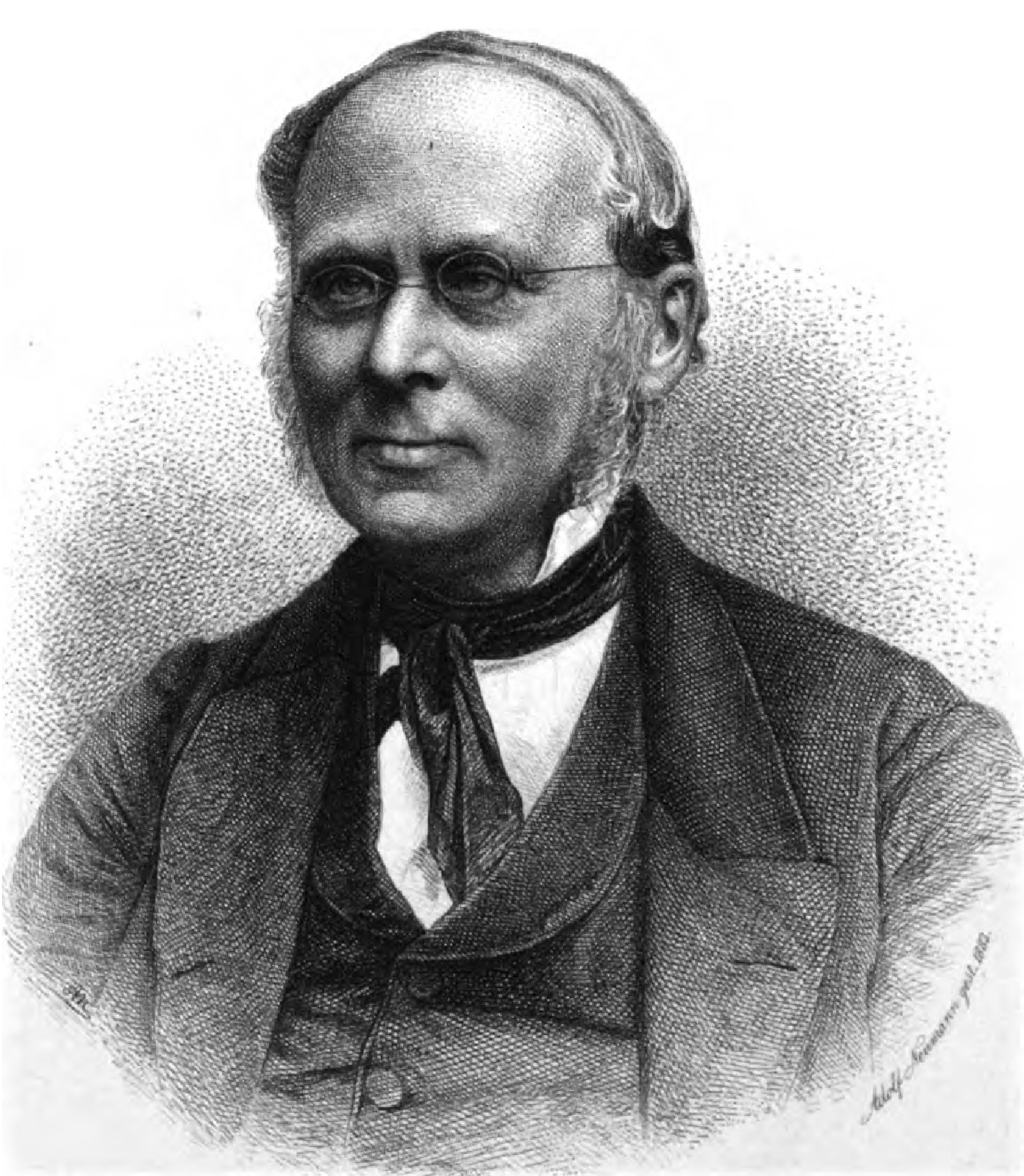
Heinrich Otte auf dem Titelbild der 5. Auflage seines Werkes Handbuch der kirchlichen Kunst-Archäologie des deutschen Mittelalters

Christoph Heinrich Otte (* 24. März 1808 in Berlin; † 12. August 1890 in Merseburg) war ein deutscher evangelischer Geistlicher, der als „Kunstarchäologe“ mehrere Schriften veröffentlichte. Er galt im 19. Jahrhundert als Begründer und hervorragendster Vertreter der „kirchlichen Altertumswissenschaft des deutschen Mittelalters“.

## Leben
Heinrich Otte wurde in Berlin als Sohn eines Kaufmanns geboren. Nach dem Besuch des Joachimsthalschen Gymnasiums begann er Herbst 1826 das Studium der evangelischen Theologie in Berlin an der Friedrich-Wilhelms-Universität, wo er besonders durch Friedrich Schleiermacher beeinflusst wurde. Die Studien setzte er an der Universität Halle fort und bestand 1831 das erste und 1832 das zweite theologische Examen. Von 1834 bis Herbst 1878 war er als Pfarrer in Fröhden bei Jüterbog in der Provinz Brandenburg tätig. 1877 brannte dort das alte Pfarrhaus nieder, wobei seine Bibliothek vernichtet wurde. Im Ruhestand lebte er in Merseburg, wo er 1890 starb.
Er erhielt den Dr. theol. h. c. von der Berliner Friedrich-Wilhelms-Universität und den Dr. phil. h. c. von der Universität Halle verliehen.

## Werk
Otte hatte während seines Universitätsstudiums keinerlei kunsthistorische Ausbildung erhalten. Die Denkmäler selbst, vor allem der Merseburger Dom, weckten in ihm während seines Pfarramtes das Interesse für ihre Geschichte und Beschaffenheit. Er trat in Beziehungen zu Ludwig Puttrich, dem Herausgeber der Denkmale der Baukunst des Mittelalters in Sachsen und zu Karl Eduard Förstemann in Halle und wurde von diesem zu weiteren Forschungen angeregt. Förstemann veranlasste ihn zur Abfassung des Büchleins: Kurzer Abriß einer kirchlichen Kunst-Archäologie des Mittelalters mit besonderer Beziehung auf die Kgl. Preuß. Prov. Sachsen, Nordhausen 1842. Die bald notwendig gewordene Neuauflage dieses bescheidenen Erstlingswerkes nahm der Leipziger Verlagsbuchhändler T. O. Weigel in seine Hand, der durch reichere Bildausstattung den Wert massiv steigern konnte. Diese 2. Auflage (1845) fasste das ganze deutsche Gebiet ins Auge, die 3. Auflage (1854) bildete unter dem neuen Titel Handbuch der kirchlichen Kunst-Archäologie des deutschen Mittelalters einen stattlichen Band mit 13 Stahlstichen und 362 Holzschnitten, die 4. Auflage (1868) wuchs auf zwei Bände an. Zu einer 5. Auflage hatte Otte bereits alle Vorbereitungen getroffen, da zerstörte der erwähnte Brand seine Bibliothek und seine Manuskripte. In Oberpfarrer Ernst Wernicke in Loburg fand er jedoch einen bereiten und tüchtigen Mitarbeiter, so dass 1883 und 1885 die beiden Bände der letzten Ausgabe ausgehen konnten.
Im Verlaufe seiner Geschichte wuchs das Buch von 39 Seiten auf 1462 und vermehrte zugleich sein Abbildungsmaterial von 3 Tafeln auf 17 Tafeln und 533 Abbildungen. In dieser Entwicklung kennzeichnete es das rasch wachsende Interesse und die schnellen Fortschritte auf diesem Arbeitsgebiet, zugleich aber auch das zunehmende Hineinleben des Verfassers nicht nur in den reichen Umfang, sondern auch in das Verständnis des Stoffes. Dass Otte vorwiegend Archäologe war, kommt in der Zurückstellung des kunstgeschichtlichen, entwicklungsgeschichtlichen Momentes zum Ausdruck. Zudem gelangte gerade die kunstgeschichtliche Forschung in den Jahren seit dem Erscheinen der 5. Auflage vielfach zu neuen Anschauungen, so dass bereits kurz nach der Jahrhundertwende zum Teil einschneidende Korrekturen vorzunehmen gewesen wären. Ganz anders verhielt es sich mit dem archäologischen Teil, der überhaupt den Inhalt des Werkes bestimmt. Dieser war damals nicht nur ein einzigartiger Thesaurus, ein unentbehrlicher Führer zu den Quellen, sondern war auch bei Betrachtung des kompletten Werks in Darstellung und Beurteilung unübertroffen. Ottes Buch war auch 25 Jahre nach dem Ableben des Verfassers noch der brauchbarste und beste Lehrmeister der deutschen kirchlichen Kunstarchäologie.
Im Lauf der Jahre zog Otte den Kreis seiner persönlichen Beziehungen zu Fachgenossen und seiner Interessen und Arbeiten immer weiter. Ein Beweis dafür war sein durch französische und englische Vorbilder angeregtes Archäologisches Wörterbuch zur Erklärung der in Schriften über mittelalterliche Kunst vorkommenden Kunstausdrücke, Leipzig 1857. Der Stoff ist sprachlich geordnet und zwar in die Abteilungen: deutsch, französisch, englisch, lateinisch. Die wesentlich vermehrte 2. Auflage von 1877 hat auch die altchristliche Zeit und die Renaissance mit einbezogen und die Zahl der Illustrationen auf 285 erhöht.
Letzterem Zwecke bewies sich aber in noch höherem Grade förderlich der 1859 erschienene Archäologische Katechismus. Kurzer Unterricht in der kirchlichen Kunstarchäologie des deutschen Mittelalters. Die nähere Erläuterung dieses Titels: mit Rücksicht auf das in Kgl. Preuß. Staaten der Inventarisation der kirchlichen Kunstdenkmäler amtlich zu Grunde gelegten Fragenformular bearbeitet, erklärt die Entstehung. Als Ziel wird bezeichnet, „den Geistlichen eine kurze und bequeme Einleitung in die kirchlichen Altertümer unseres Vaterlandes an die Hand zu geben“. Eine 2. Auflage folgte 1872; eine 3. Auflage mit wesentlicher Vermehrung des Inhaltes und eingehender Berücksichtigung der Entwicklung besorgte 1898 nach dem Todes des Verfassers Heinrich Bergner.
1858 veröffentlichte Otte eine ursprünglich auf die Allgemeine Encyclopädie der Wissenschaften und Künste bestimmte Glockenkunde, die in ihrer 2. Auflage (1881) um die Jahrhundertwende ebenfalls noch als beste Behandlung dieses Gegenstandes bezeichnet werden durfte. Zur Ergänzung diente ein nachgelassenes Bruchstück Zur Glockenkunde, das in der oben genannten, auf Veranlassung der historischen Kommission der Provinz Sachsen herausgegebenen Schrift von Julius Schmidt mitgeteilt ist. Das letzte größere Werk, das Otte in seiner wissenschaftlichen Unermüdlichkeit plante, war eine Geschichte der deutschen Baukunst von den Anfängen bis zur Gegenwart. Im Jahr 1874 war der in Lieferungen erschienene 1. Band Geschichte der romanischen Baukunst, fertig; das Unternehmen geriet dann ins Stocken und fand keine Fortsetzung. Ein Torso blieb auch die von Ferdinand von Quast in Gemeinschaft mit ihm herausgegebene Zeitschrift für die christliche Archäologie und Kunst; sie brachte es nur auf zwei Bände, die 1856 und 1858 in Leipzig erschienen. Otte veröffentlichte zudem unzählige weitere Aufsätze und Beiträge in Zeitschriften.

## Veröffentlichungen (Auswahl)
- Kurzer Abriß einer kirchlichen Kunst-Archäologie des Mittelalters mit besonderer Beziehung auf die Kgl. Preuß. Prov. Sachsen, Nordhausen 1842. Detail-Digitalisat
- Glockenkunde, T. O. Weigel, Leipzig 1858. Digitalisat; 2. erweiterte Auflage Weigel, Leipzig 1884. Digitalisat
- Handbuch der kirchlichen Kunstarchäologie des deutschen Mittelalters, Leipzig 1868. Digitalisat
- Geschichte der deutschen Baukunst: von der Römerzeit bis zur Gegenwart, Leipzig 1874.
- Archäologisches Wörterbuch zur Erklärung der in den Schriften über christliche Kunstalterthümer vorkommenden Kunstausdrücke: Deutsch, lateinisch, französisch und englisch, Leipzig 1877.
- Aus meinem Leben, Hrsg. Seine Söhne Rich. Otte und Gustav Otte, Druck und Verlag von Grimme & Trömel, Leipzig 1893. Digitalisat